# Mace Windu
Pour les articles homonymes, voir Macé.
 (février 2025).
Personnage de fiction apparaissant dans
Star Wars.
Mace Windu est un maître Jedi, personnage de la saga cinématographique Star Wars. Il est interprété au cinéma par Samuel L. Jackson dans La Menace fantôme, L'Attaque des clones et La Revanche des Sith.

## Histoire

### Univers officiel

#### L'Attaque des clones
Dans les événements qui ont abouti à la bataille de Géonosis, Mace Windu accompagna 200 Jedi chargés de secourir Obi-Wan Kenobi, sur le point d'être exécuté en compagnie d'Anakin Skywalker et de la Sénatrice Padmé Amidala sur ordre du Comte Dooku. Lorsque le groupe se dévoila dans l'arène de Géonosis, Jango Fett fut repéré et se révéla immédiatement très dangereux puisqu'il tua un membre du Conseil, le fin tacticien Coleman Trebor. Windu s'y rendit et affronta durement le chasseur de primes, et le tua finalement. Comme son compatriote Ki-Adi-Mundi, il survécut aux assauts des droïdes Séparatistes jusqu’à l'arrivée bienvenue de Maître Yoda en personne, à la tête de l'armée de clones nouvellement réquisitionnée par le Chancelier Palpatine pour défendre la République de la menace séparatiste. Ensuite, Maître Mundi et Kit Fisto allèrent à l'assaut de l'armée séparatiste, tout comme Maître Windu. Malgré l'écrasante victoire républicaine, tous les chefs séparatistes purent s'enfuir.
Par la suite, Windu, Fisto, Mundi et Yoda surent d'Obi-Wan que le Comte Dooku avait déclaré que Dark Sidious contrôlait le Sénat galactique. Ils ne crurent pas à cette déclaration, mais surveillèrent Palpatine de plus près.

#### La Guerre des clones
Pendant la guerre des clones, Maître Windu fut l'un des grands généraux de l'armée de la République, en possédant une légion de 5 000 hommes et un commandant clone, du nom de commandant Ponds. Lors de la bataille de Ryloth, il arrêta Wat Tambor, qui retenait prisonniers les Twi'leks.
Une autre mission, qui, au départ, semblait inoffensive, faillit le tuer. Alors qu'il accueillait un groupe de clones cadets dans son vaisseau, il ne s’aperçut pas qu'un des cadets était en fait Boba Fett, venu venger la mort de son père, Jango. Il faillit perdre la vie lors d'une explosion dans sa cabine. Ceci déclencha l'alerte générale. Boba détruisit la salle des machines avant de s'enfuir. Le vaisseau allait s'écraser à la surface d'une planète, et Mace Windu et la majorité de son équipage eurent le temps d'évacuer le vaisseau. Mais l'amiral Kilian, un officier et le commandant Ponds, n'eurent pas le temps de sortir. Ils furent pris comme otages par Boba Fett, accompagné d'Aurra Sing, Bossk et Castas. Malheureusement, Aurra tua Ponds en alertant Windu de la prise d'otages. Ahsoka Tano et Plo Koon retrouvèrent les otages restants et emprisonnèrent Boba Fett et Bossk. Quant à Aurra Sing, grande tueuse de Jedi, Ahsoka crut l'avoir tuée dans l'explosion de son vaisseau.

#### La Revanche des Sith
Lors de la bataille de Coruscant, après le sauvetage du Chancelier Palpatine sur le vaisseau amiral du général Grievous (la Main Invisible), il apprend grâce à Anakin Skywalker que le Seigneur Noir des Sith, Dark Sidious, n'est autre que le Chancelier en personne. Pressé d'arrêter le Sith, le Maître Jedi se rend immédiatement à son bureau accompagné de trois Jedi seulement, Kit Fisto, Agen Kolar et Saesee Tiin (les deux derniers n'ont jamais participé à un duel au sabre laser). Les autres Jedi cités précédemment savent bien qu'ils ne sont pas suffisamment puissants, mais n'osent pas contredire leur supérieur. Ils en paient le prix puisqu'ils sont éliminés dès le début du combat. Mais les capacités de Mace Windu au combat au sabre laser sont si exceptionnelles qu'il maîtrise Palpatine et finit par désarmer et mettre à terre Sidious.
Il aurait remporté le combat si Anakin Skywalker n'était pas intervenu par dépit pour sauver le Sith, celui-ci persuadant Anakin qu'il peut l'aider à empêcher la mort de Padmé. Le jeune Anakin Skywalker, désespéré, tranche la main de Maître Windu qui, terrassé par la douleur et déstabilisé par la volte-face de l'Élu, subit la puissance des éclairs de Palpatine de plein fouet, est projeté par la fenêtre du bureau du Chancelier et fait une chute de plusieurs centaines de mètres avant de s'écraser. La mort de Windu et le basculement d'Anakin vers le côté obscur permettent au chancelier de lancer la purge Jedi. La mort de Windu sonne la fin de la République galactique et le début des sombres décennies de règne de Palpatine, empereur de l'Empire Galactique.

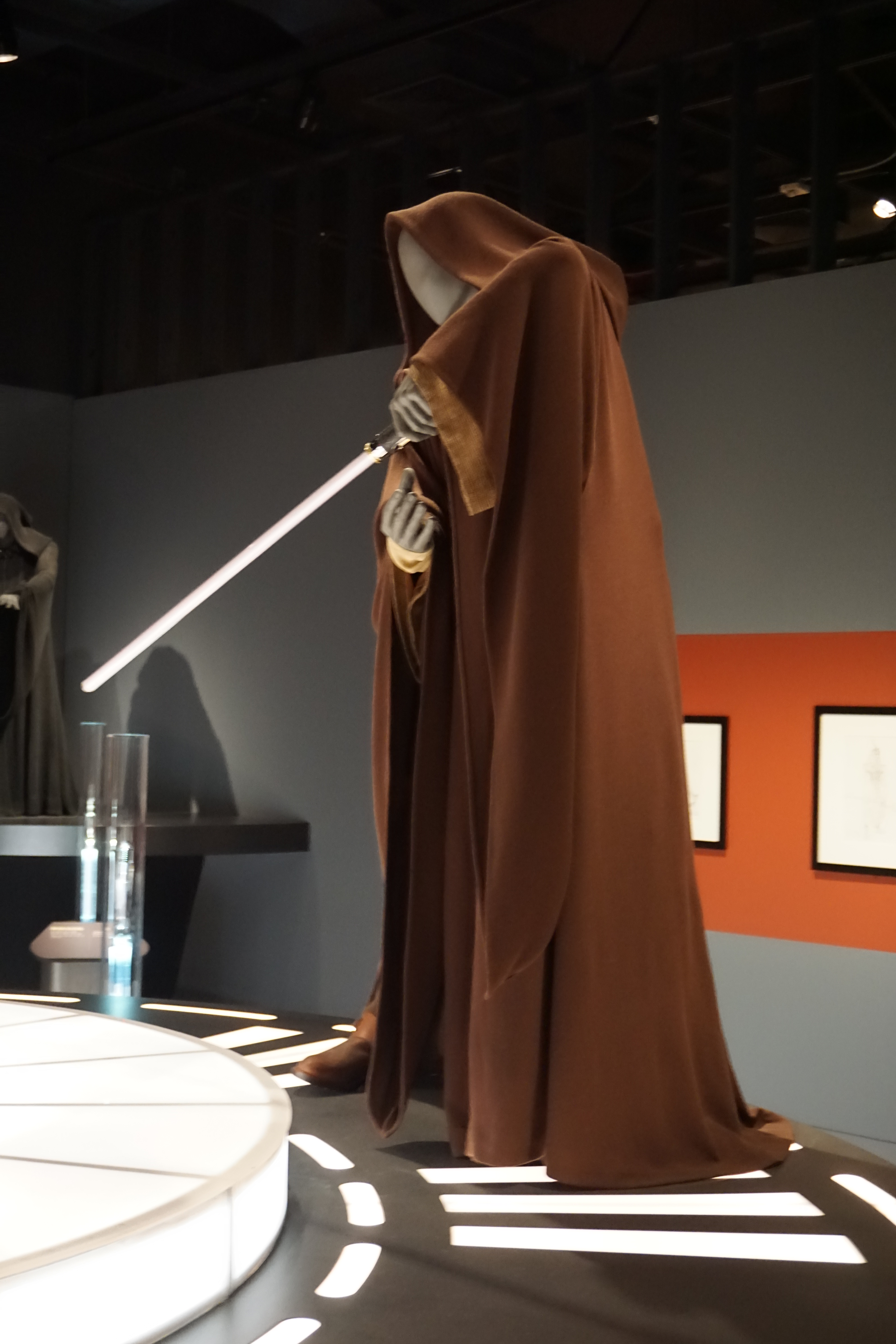
Costume de Mace Windu lors d'une exposition.

### UniversLégendes

#### AvantL'Attaque des clones
Mace Windu est un humain d'un peuple à la peau sombre, originaire de la planète Haruun Kal. Il semblerait que les Korun soient les descendants de rescapés Jedi s'étant écrasés sur la planète. Ceci pourrait expliquer la grande maîtrise de la Force que le maître Jedi détient. Il est l'un des combattants au sabre laser les plus puissants de l'ordre Jedi. Il est en effet le créateur d'une technique particulière de combat au sabre laser : le vaapad, une technique de combat qui fait appel aux émotions dans un combat et qui rapproche son utilisateur du côté obscur. Lorsqu'il avait à peine six mois, ses parents moururent et il fut amené au Temple Jedi.
Devenu un Jedi émérite, il est nommé au Conseil avant l'âge de trente ans, ce qui est une position exceptionnelle pour quelqu'un de si jeune. Seul Anakin Skywalker entrera au conseil plus jeune, à l'âge de 22 ans. 
Windu eut pour padawan la sage Depa Billaba.
Son pouvoir spécial était de détecter les lignes de failles et points de rupture de toute chose, d'un simple objet jusqu’à une société entière.

## Concept et création
Le nom « Mace Windy » remonte en fait à la première incarnation de Star Wars , un plan de deux pages écrit par George Lucas en 1973 intitulé Journal of the Whills, Part I. Le personnage de Windy Marstrap est également dérivé des premières incarnations de Mace Windu, devenant tour à tour un frère de Leia dans la première ébauche et un ami de Luke dans la troisième ébauche. 
Un nom similaire, Mace Towani , apparaît dans les téléfilms Ewoks Caravan of Courage: An Ewok Adventure ( 1984 ) et Ewoks: The Battle for Endor ( 1985 ). Un extraterrestre dans Spare Parts (vers 1994 ) et Galaxy Guide 7: Mos Eisley ( 1993 ) porte également le nom de Mace Windu, une abréviation de son nom complet Macemillian-winduarté . Le nom de Mace Windu est finalement introduit dans les films avec La Menace fantôme ( 1999 ). Bien qu'un article de HoloNet mentionnant la participation de Mace Windu à la bataille de Skor II explique le nom de Macemillian-winduarté, la coexistence des noms « Mace Towani » et « Mace Windu » peut impliquer que « Mace » était un nom commun dans toute la galaxie , ou que Towani a simplement été nommé d'après Windu en raison de la renommée de Windu (étant donné que les films Ewok se déroulent pendant la guerre civile galactique).
L'acteur Samuel L. Jackson qui incarne Mace Windu dans les trois premiers opus de Star Wars avait demandé plusieurs choses à George Lucas :
- Il souhaitait que son personnage ait un sabre laser d'une couleur unique afin qu'il puisse être distingué dans la bataille finale sur Géonosis. Donc Mace Windu est le seul personnage des films à avoir un sabre laser qui n'est ni rouge, vert ou bleu, mais violet.
- Les initiales « BMF » (pour Bad Mother Fucker) étaient gravés sur le manche du sabre utilisé en tournage par l'acteur, en référence à son rôle de Jules Winnfield dans Pulp Fiction de Quentin Tarantino.
- Tous les Jedi des films, mis à part Obi-Wan et Yoda, devaient mourir à la fin de l'épisode III. Son autre demande était une mort spectaculaire, à laquelle George Lucas a consenti.